# Список моллюсков, занесённых в Красную книгу России
Список моллюсков, занесённых в Красную книгу России
1. Амикула Гурьяновой (Amicula Gurjanovae)
2. Анемина Булдовского (Anemina Buldowskii)
3. Арсеньевиная Алимова (Arsenievinaia Alimovi)
4. Арсеньевиная Зимина (Arsenievinaia Zimini)
5. Арсеньевиная Копцева (Arsenievinaia Coptzevi)
6. Бугорчатая Кристария (Cristaria Tuberculata)
7. Гигантская Тугалия (Tugali Gigas)
8. Гладкая Жемчужница (Dahurinaia Laevis)
9. Даурская Жемчужница (Dahurinaia Dahurica)
10. Деформированный Пирулофузус (Pyrulofusus Pyrulofusus)
11. Жемчужница Миддендорфа (Dahurinaia Middendorffii)
12. Жемчужница Тиуновой (Dahurinaia Tiunovae)
13. Жемчужница Шигина (Dahurinaia Shigini)
14. Зарейская Арсеньевиная (Arsenievinaia Zarjzaensis)
15. Кийская Амуранодонта (Amuranodonta Kijaensi)
16. Курильская Жемчужница (Dahurinaia Kurilensis)
17. Ланцеолярия Богатова (Lanceolaria Bogatovi)
18. Ланцеолярия Маака (Lanceolaria Maacki)
19. Лепидозона Андрияшева (Lepidosona Andrijaschevi)
20. Массивная Синанодонта (Sinanodonta Crassitesta)
21. Миддендорфова Перловица Арсеньева (Middendorffinaia Arsenievi)
22. Миддендорфова Перловица Величковского (Middendorffinaia Weliczkowskii)
23. Миддендорфова Перловица Дулькейт (Middendorffinaia Dulkeitiana)
24. Миддендорфова Перловица Жадина (Middendorffinaia Shadini)
25. Монгольская Миддендорффиная (Middendorffinaia Mongolica)
26. Мопалия Миддендорфа (Mopalia Middendorffii)
27. Нодулярия Лебедева (Nodularia Lebedevi)
28. Обыкновенная Жемчужница (Margaritifera Margaritifera)
29. Приморская Жемчужница (Dahurinaia Sujfunensis)
30. Приморская Корбикула (Corbicula Producta)
31. Приморская Синанодонта (Sinanodonta Primorjensis)
32. Раздольненская Миддендорффиная (Middendorffinaia Sujfunensis)
33. Рапана Томаса, или Рапана Жилковатая (Rapana Thomasiana)
34. Роговой Черенок (Solen Corneus)
35. Сихотэалиньская Арсеньевиная (Arsenievinaia Sihotealinica)
36. Трехпоясная Папирискала (Papiriscala Tricincta)
37. Уссурийская Ланцеолярия (Lanceolaria Ussuriensis)
38. Уссурийская Миддендорффиная (Middendorffinaia Ussuriensis)
39. Ханкайская Ланцеолярия (Lanceolaria Chankensi)
40. Цератостома Барнетта (Ceratostoma Burnetti)
41. Цилиндрическая Булдовския (Buldowskia Cylindrica)
42. Черенок Крузенштерна (Solen Krusensterni)